# Bed-in
| Bed-in |
| --- |
| John Lennon och Yoko Ono under första dagen av sitt bed-in i Amsterdam. - Betydelse – demonstration i säng ("sängstrejk") för fred - Bakgrund – John Lennon och Yoko Ono under 1969 - Inspiration – sittstrejk |

Då vietnamkriget trappades upp under 1969, höll John Lennon och hans fru Yoko Ono två veckolånga sängstrejker för fred, så kallade Bed-Ins for Peace.
Den första sängstrejken ägde rum på Hilton Hotel i Amsterdam och den andra på Fairmont The Queen Elizabeth i Montréal. Båda sängstrejkerna var ickevåldsamma protester mot krig och experimentella tester på nya sätt att förespråka fred. Idén om sängstrejk är utvecklad från sittstrejk, där en grupp människor förblir sittande framför exempelvis en byggnad, tills deras krav har tillgodosetts.
Protesterna filmades och materialet användes senare till en dokumentärfilm. Filmen Bed Peace lanserades gratis på YouTube i augusti 2011 av Yoko Ono, som en del av hennes webbplats Imagine Peace.

## Bed-in i Amsterdam
Både Lennon och Ono visste att deras bröllop den 20 mars 1969 skulle vara ett stort pressevenemang. Paret bestämde sig för att använda publiciteten för att främja världsfred. De tillbringade sin smekmånad i presidentsviten (rum 702) på Amsterdam Hilton Hotel i en vecka mellan 25 och 31 mars. Till sitt hotellrum bjöd de in press från hela världen, varje dag mellan klockan 9 på morgonen och 21 på kvällen. Efter att bland annat ha poserat nakna på omslaget till albumet Unfinished Music No.1: Two Virgins, väntade pressen att de skulle ha samlag men paret satt istället bara i sängen, klädda i pyjamas, och talade om fred med skyltar ovanför sängen som uttryckte "Hair Peace" och "Bed Peace". Efter sju dagar flög de till Wien i Österrike, där de höll en presskonferens om bagism.
Under april 1969 skickade John Lennon och Yoko Ono ekollon till statscheferna i olika länder runt om i världen i hopp om att de skulle plantera dem som en symbol för fred. I åtta månader fick paret inte ett enda besök av någon världsledare. Deras äktenskap ("You can get married in Gibraltar near Spain"), deras första Bed-In ("Talking in our beds for a week"), presskonferensen i Wien ("Made a lightning trip to Vienna...The newspapers said...") och ekollonen ("Fifty acorns tied in a sack") nämns alla i Beatleslåten "The Ballad of John and Yoko".
Då John Lennon och Yoko Ono var mycket kända personer blev deras Bed-In i Amsterdam populär bland fans och fick mycket utrymme i media. Efter händelsen, då Lennon blev tillfrågad om han tyckte att Bed-In hade lyckats, blev han frustrerad. Han insisterade på att pressens misslyckande att ta paret på allvar var en del av vad han och Yoko Ono önskade: "Det är en del av vår policy att inte tas på allvar. Vårt motstånd, vem de än är, i alla uppenbara former, vet hur man hanterar humor. Och vi är humoristiska."

## Bed-in i Montréal
Deras andra Bed-In var ursprungligen tänkt att äga rum i New York, men fick planeras om då Lennon inte var tillåten att resa in i USA på grund av en cannabisdom 1968. Paret flög istället till Bahamas den 24 maj 1969 och checkade in på Sheraton Oceanus Hotel, men efter att ha tillbringat en natt i värmen bestämde de sig för att istället flyga till Montréal.

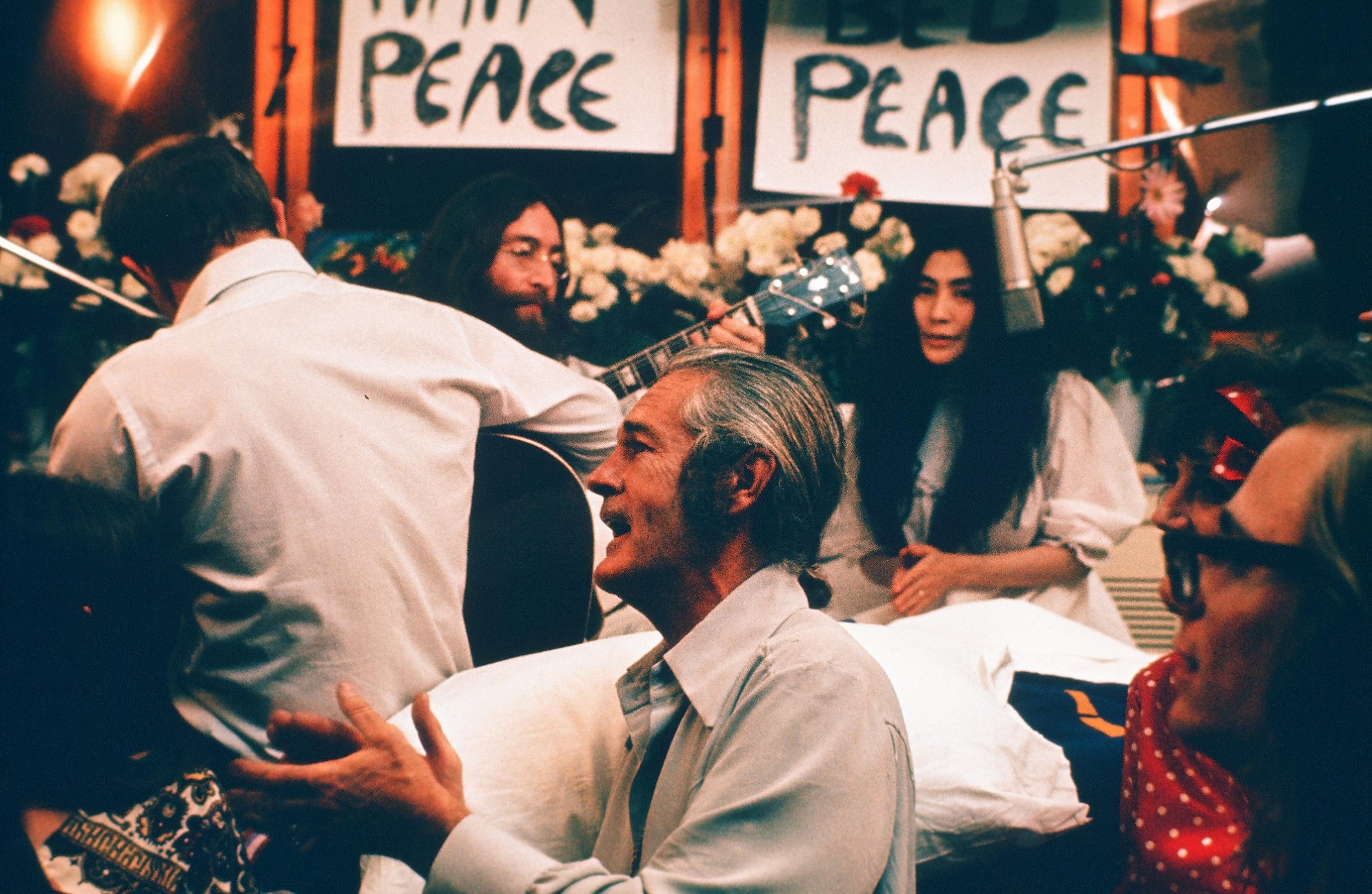
Under inspelningen av Give Peace a Chance. Från vänster till höger: Rosemary Leary (ansiktet syns ej), Tommy Smothers (med ryggen mot kameran), John Lennon, Timothy Leary, Yoko Ono, Judy Marcioni och Paul Williams. Foto: Roy Kerwood

De flög till Montréal den 26 maj, där de bodde i rum 1738, 1740, 1742 och 1744 på Fairmont The Queen Elizabeth. Under den sju dagar långa vistelsen bjöd paret in Timothy Leary, Tommy Smothers, Dick Gregory, Murray the K, Al Capp, Allen Ginsberg med flera, och alla utom Capp sjöng med i fredshymnen Give Peace a Chance, som spelades in av André Perry i rum 1742, den 1 juni 1969. Fyra mikrofoner sattes upp, och en fyraspårsbandspelare, som hade hyrts från en lokal musikstudio användes. Lennon spelade akustisk gitarr och även Tommy Smothers från Smothers Brothers bidrog med gitarrspelande. 
Canadian Broadcasting Corporation sände även intervjuer från hotellrummet. Händelsen mottog blandad reaktion från den amerikanska pressen.
I december 1969 fortsatte John Lennon och Yoko Ono att sprida budskap om fred med stora reklamskyltar (som inte sålde någonting) som uttryckte "WAR IS OVER! If You Want It – Happy Christmas From John and Yoko". Reklamskyltarna sattes upp i elva större världsstäder.

## I populärkultur och senare bed-ins
Bed-in-protesterna har sedan dess tolkats och återanvänts av ett antal artister och deras protester sedan 1969. Framför allt av den nederländske konstnären Marijke van Warmerdam och sin gallerist Kees van Gelder vid samma Amsterdam Hilton 1992 samt vid Center of Attention i Miami, 2005. En fiktiv bed-in-protest gjordes också i en musikvideo av gruppen Viva Voce 2006.  

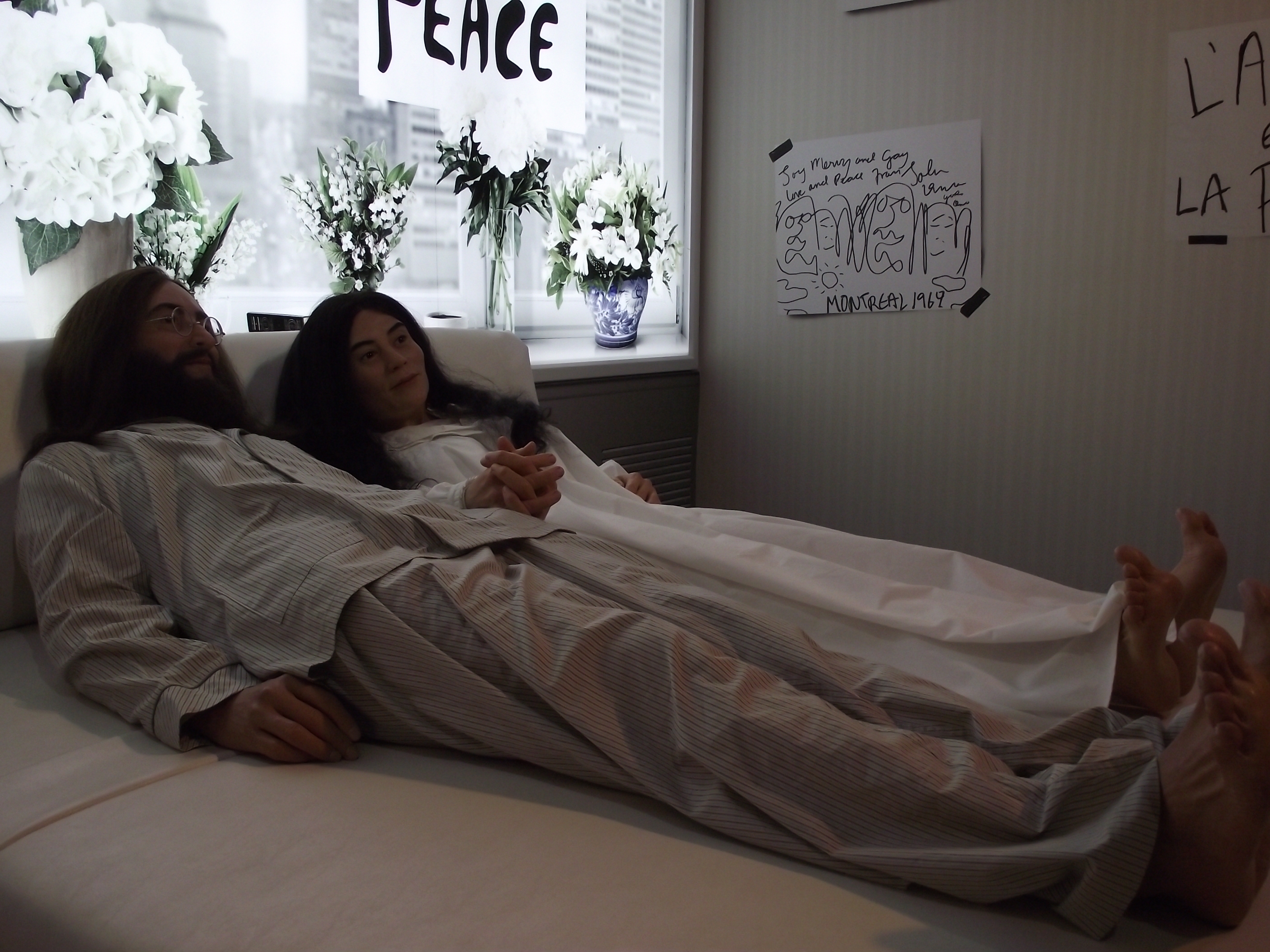
Vaxfigurer vid Musée Grévin Montréal, föreställande Lennon och Ono vid deras bed-in i Montréal.

Under 2010 arrangerade Liverpools centrum för samtidskunskap, Blue-coat, en 62-dagars händelse, Bed-In på Blue-coat, som använde Lennons och Onos händelse som en mall för 62 dagliga föreställningar av bland annat artister, aktivister och  samhällsgrupper som gjorde "något för en bättre värld." Yoko Ono gav sitt samtycke till projektet och skickade ett videoklipp. Projektet startade den 9 oktober på vad som skulle ha varit Lennons 70-årsdag och slutade den 9 december, vilket markerade 30 år sedan hans död.
I Oasislåten "Don't Look Back in Anger" refereras Lennon och Onos Bed-Ins, där Noel Gallagher sjunger "I'm gonna start a revolution from my bed / 'Cause you said the brains I had went to my head ". Den senare raden hade Lennon sagt under ett inspelat samtal vid Dakota Hotel.

## Åminnelse
Under 2010 presenterade Montréals stad ett minnesmärke i Parc du Mont-Royal som minne till Lennon och Onos bed-in i staden. Minnesmärket är skapat av Linda Covit och Marie-Claude Séguin, är kallat Give Peace a Chance och har orden "give peace a chance" skrivna på fyrtio språk.